# 九香蟲
九香蟲（学名：Coridius chinensis），又名黃角椿象，为半翅目兜蝽科兜蝽属下的一种昆虫，分布於中國華東至西南地區、臺灣、琉球群島、印度東北部、不丹、中南半島與爪哇島，模式標本採集於上海。

## 用途
在中国传统医学中作为药用，用于治疗各类疼痛、阳痿不育、胃炎、肝炎、胃癌、肝癌、血管瘤、神经衰弱等。在贵州、四川等地有食用九香虫的传统习俗。

## 延伸阅读
[在维基数据编辑]
 《欽定古今圖書集成·博物彙編·禽蟲典·九香蟲部》，出自陈梦雷《古今圖書集成》